# تاک چینی
کادسورا لانگپدونکالتا (نام علمی: Kadsura longipedunculata) نام یک گونه از رده رده دم‌اسبی است.